# Agência Espacial Iraniana
A Agência Espacial Iraniana (em Persa: سازمان فضایی ایران Sázmán e Fazái e Irán) é a agência espacial governamental do Irã. O Irã é um participante ativo na corrida espacial asiática e tornou-se uma nação capaz de realizar lançamento orbital desde 2009. O Irã é um dos 24 membros fundadores da Comitê das Nações Unidas para o Uso Pacífico do Espaço Exterior, que foi criado em 1958.